# Список герцогів Нормандії

Герб Нормандії

Герцог Нормандії (фр. Duc de Normandie; англ. Duke of Normandy) — титул правителів середньовічного Нормандського герцогства, що знаходиться в васальній залежності від короля Франції. Після нормандського завоювання Англії в 1066 р. герцогами Нормандії зазвичай були королі Англії. Відновлення влади Франції над Нормандією в 1204 р. призвело до включення герцогства до складу французького королівського домену. Надалі титул герцога Нормандії носили деякі члени родини короля Франції. Крім того, досі цей титул використовується монархами Великої Британії відносно їхніх суверенних прав на Нормандські острови, які з XI століття перебувають у складі володінь англійської корони.

## Графи Руана
У кінці IX — початку X століття територія Верхньої Нормандії була завойована норвезько- данськими вікінгами (норманами). За угодою 911 р. король Франції Карл III Простакуватий передав вождю норманів Ролло область навколо Руана в спадкове володіння за визнання сюзеренітету короля і зобов'язання військової служби. При Ролло і його сині Вільгельмі I територія, що знаходиться під контролем норманів, значно розширилася і включила в себе всю сучасну історичну область Нормандія. Скандинавська культура і мова в державі норманів досить швидко були витіснені французькими, а титул ярла трансформувався в титул герцога Нормандії.
| Ім'я українською мовою | Ім'я французькою мовою  | Роки правління |
| ---------------------- | ----------------------- | -------------- |
| Нормандська династія   |                         |                |
| Роллон (Роберт I)      | Rollon                  | 911–927        |
| Вільгельм I Довгий Меч | Guillaume I Longue Épée | 927–942        |

## Герцоги Нормандії
Першим титул герцога Нормандії став використовувати Річард I. В умовах ослаблення центральної влади у Франції, герцогство Нормандія перетворилося у фактично незалежне державне утворення. У 1066 р. герцог Вільгельм Незаконнонароджений завоював Англію і заснував єдину англонормандську монархію. Після смерті Вільгельма у 1087 р. престоли Англії і Нормандії були, однак, знову роз'єднані: герцогом Нормандії став старший син Завойовника Роберт ІІІ, а королем Англії — другий син Вільгельм Руфус. У 1106 р. Роберт ІІІ зазнав поразки від військ англійського короля Генріха I в битві при Таншбре, і Нормандія була знову об'єднана з Англією. У 1202-1204 рр.. французький король Філіп II захопив територію Нормандії і приєднав її до свого домену.
| Ім'я українською мовою  | Ім'я французькою мовою        | Роки правління | Інші титули                                                                                          |
| ----------------------- | ----------------------------- | -------------- | --- |
| Нормандська династія    |                               |                | |
| Річард I Безстрашний    | Richard I                     | 943-996        | |
| Річард II               | Richard II                    | 996-1026       | |
| Річард III              | Richard III                   | 1026-1027      | |
| Роберт I Чудовий        | Robert I le Magnifique        | 1027-1035      | |
| Вільгельм II Завойовник | Guillaume II le le Conquérant | 1035-1087      | Король Англії (з 1066)                                                                               |
| Роберт II Куртгез       | Robert II Courteheuse         | 1087-1106      | |
| Генріх I Боклерк        | Henri Ier Beauclerc           | 1106-1135      | Король Англії (з 1100)                                                                               |
| Вільгельм III Аделін    | William Adelin                | 1120-1120      | |
| Блуаська династія       |                               |                | |
| Стефан I Блуаський      | Étienne de Blois              | 1135-1144      | Король Англії (1035-1154), граф Булоні (1128-1151)                                                   |
| Євстахій I Блуаський    | Eustace de Blois              | 1137-1144      | |
| Плантагенети            |                               |                | |
| Готфрід I Гарний        | Geoffroy Plantagenêt          | 1144-1150      | Граф Анжу і Мена (1129-1151)                                                                         |
| Генріх II Короткий Плащ | Henri II Plantagenêt          | 1150-1189      | Король Англії (з 1154), герцог Аквітанії (з 1152), граф Анжу і Мена (з 1151), граф Пуатьє (з 1152)   |
| Генріх III Молодий      | Henri III Le Jeune            | 1170-1183      | Король Англії (з 1170), граф Анжу і Мена (з 1170)                                                    |
| Річард IV Левове Серце  | Richard I Cœur-de-Lion        | 1189-1199      | Король Англії, герцог Аквітанії, граф Анжу і Мена                                                    |
| Іоанн I Безземельний    | Jean I Sans Terre             | 1199-1204      | Король Англії, герцог Аквітанії (1199-1216), граф Анжу і Мена (1199-1203), лорд Ірландії (1185-1216) |

## Герцоги Нормандії (французький апанаж)
У 1204 р. континентальна частина Нормандії увійшла до складу домену королів Франції. Пізніше вона кілька разів передавалася в апанаж старшим синам королів — спадкоємцям французького престолу, які носили титул герцогів Нормандії.
| Ім'я українською мовою | Ім'я французькою мовою | Роки правління | Інші титули                                                       |
| ---------------------- | ---------------------- | -------------- | ----------------------------------------------------------------- |
| династія Валуа         |                        |                |                                                                   |
| Іоанн II Добрий        | Jean le Bon            | 1332-1350      | Король Франції (1350-1364)                                        |
| Карл I Мудрий          | Charles le Sage        | 1355-1364      | Король Франції (1364-1380), дофін В'єнський (1349-1364)           |
| Карл II Беррійський    | Charles de Berry       | 1465-1469      | Герцог Беррійскій (1461-1465), герцог Гієньський (1469-1472)      |
| Бурбони                |                        |                |                                                                   |
| Людовик I              | Louis Charles          | 1785-1789      | дофін Франції (1789-1791), титулярний король Франції Людовик XVII |

## Герцоги Нормандії (англійський титул)
Після втрати в 1204 р. королем Іоанном Безземельним континентальної Нормандії під владою Англії залишилися Нормандські острови. Згідно з Паризьким мирним договором 1259 р. Англія відмовилася від претензій на континентальну частину Нормандії, проте відносно Нормандських островів англійські монархи продовжували користуватися титулом герцога Нормандії. Під час Столітньої війни з 1418 по 1450 р. Нормандія перебувала під владою англійців, причому влада над цим регіоном обґрунтовувалася королями Англії не стільки спадковими правами на герцогство, скільки претензіями на французький королівський престол. Ці претензії були остаточно залишені лише в 1801 р., коли англійський монарх перестав користуватися титулом «король Франції» і французький королівський герб був виключений з британського державного герба. Титул герцог Нормандії щодо Нормандських островів використовується королями Великої Британії досі.
Перелік монархів Англії і Великої Британії з 1204 р. дотепер див:  Список монархів Британських островів .